# Siratus formosus
Siratus formosus är en snäckart som först beskrevs av Sowerby 1841.  Siratus formosus ingår i släktet Siratus och familjen purpursnäckor. Inga underarter finns listade i Catalogue of Life.